# 陳槐 (明朝)
陳槐（1470年—？），字公輔，號半湖，浙江寧波府鄞縣人，民籍，明朝政治人物。

## 生平
弘治二年（1489年）己酉科浙江鄉試舉人，弘治十八年（1505年）中式乙丑科會試第四十三名，三甲第一百二十二名進士。正德二年（1506年）任福建松溪縣知縣。正德九年（1514年）以刑部廣東司主事、署員外郎任甲戌科會試同考官。
此後，升湖廣武昌府知府，以病乞休。正德十三年（1518年）以湖廣巡撫、巡按推薦，起為江西撫州府知府，正德十四年（1519年）寧王朱宸濠反，陳槐響應王守仁，率兵圍剿叛軍，收復九江府。同年八月，升江西按察司副使，押解朱宸濠赴行在，並獻俘南京。
正德十五年（1520年）閏八月，因辰州苗人叛亂，陳槐調任湖廣按察司副使、兵備靖州，後因病告歸，居家二十餘年。

## 著作
著有《星曆辨析》、《金陵百詠》，又有《半湖集》、《論奏遺草》。

## 家族
曾祖陳道□；祖父陳□；父陳□，母林氏。永感下。